# けもの道 (お笑いコンビ)
けもの道（けものみち）は、日本にかつて存在していたお笑いコンビ。2005年に解散。

## メンバー
中村準（なかむらひとし、1979年12月1日 - ）
京都府宇治市出身。
中立豊（なかだてゆたか、1979年8月2日 - ） 
京都府久世郡出身。解散後に無駄無駄ラッシュというコンビを結成。

## 概要
所属事務所は吉本興業。結成は1999年7月である。
漫才、トークのどちらにおいても、中村、中立共にボケ・ツッコミの両方を行うのが特徴的だった。
結成後は若手芸人の発掘番組などに出演していたが、中村の不祥事によって2005年11月をもって解散。
不祥事により中村はマネジメント契約を解除。中立はしばらく鳶職を行っていたが、ピン芸人として復帰。その後元ロデオボックスの田中と無駄無駄ラッシュというコンビを結成。メッセンジャーあいはらが率いる、パラ軍団に所属している。